# Казарян, Арман (футболист, 1985)
Арман Казарян (род. 14 марта 1985) — армянский футболист.
В 2002 году играл в первой лиге Армении за команду «Спартак-2» Ереван. В следующем году провёл 11 матчей в армянской премьер-лиге за команду «Лернагорц» Капан. Данных о дальнейшей карьере нет.